# 藤本寧
藤本 寧は、バレエダンサー。
東京都世田谷区出身。 Y’s Ballet Arts主宰。元松山バレエ団団員。元埼玉工業大学非常勤講師。現在は、バレエダンサー以外に、ミュージカル俳優、テレビドラマ、映画、ラジオパーソナリティ等、マルチに活躍中。

## 経歴
松山バレエ学校、桐朋学園大学短期大学部芸術科演劇専攻(現桐朋学園芸術短期大学)を経て松山バレエ団に入団。1998年に退団後はフリーランスとして活動する傍ら、中央大学大学院法学研究科（国際企業関係法専攻）で、著作権法、特に｢舞踊の著作物｣について研究する。大学院修了後、大学の非常勤講師(民法総則、物権法)も行っていた。その後、ニューヨークへのダンス留学を経て、現在は、バレエ以外にミュージカル、ドラマ、映画等に出演中。

## 受賞歴
- 2005年 - 第5回著作権・著作隣接権論文集 佳作[1]